# Rostvertol
Rostvertol (rusky Роствертол) je ruský výrobce vrtulníků se sídlem v Rostově na Donu, začleněný do státního holdingu Ruské vrtulníky. Většinu své historie se zaměřuje na výrobu vrtulníků značky Mil se specializací na transportní a vojenské vrtulníky.
Právě z tohoto závodu pochází 17 ks Mil Mi-24V/35, užívaných (2014) Armádou České republiky.
Plný název podniku zní: Rostovský vrtulníkový výrobní komplex Akciová společnost Rostvertol (rusky Ростовский вертолетный производственный комплекс Публичное акционерное общество «Роствертол»).

## Historie
Závod byl založen 1. června 1939. Roku 1944 začal vyrábět letadla Jakovlev UT-2M a Polikarpov Po-2, stroje široce využívané v bojích 2. světové války.
Od roku 1949 závod vyráběl vojenský kluzák Jakovlev Jak-14, jednalo se o první celokovové letadlo vyráběné v Rostově.
V letech 1954-1955 zde kompletovali proudové bitevní letouny Iljušin Il-40.
Se sériovou produkcí vrtulníků Mil Mi-1 začali v roce 1956 pod dozorem samotného Mila, do roku 1960 jich vyrobili 370.
Od roku 1959 závod vyráběl více než 20 let těžký transportní vrtulník Mil Mi-6. V roce 1964 zde rozjeli výrobu dalšího těžkého transportního vrtulníku Mil Mi-10. Byl to právě rostovský závod, který v roce 1974 vyrobil na základě tohoto modelu unikátní létající jeřáb Mil Mi-10K, který se používá ke speciálním úkolům dodnes (2016).
Od roku 1971 zde probíhá sériová výroba bojových Mil Mi-24, od roku 1977 transportních Mil Mi-26.

## Produkce
- Mil Mi-26T
- Mil Mi-24
- Mil Mi-35M - exportní varianta Mil Mi-24V, právě tyto stroje užívají Vzdušné síly AČR.[2]
- Mil Mi-28
- Mil Mi-2A

V roce 2009 závod vyrobil 16 ks vrtulníků, v roce 2010 23 ks a v roce 2012 54 ks.

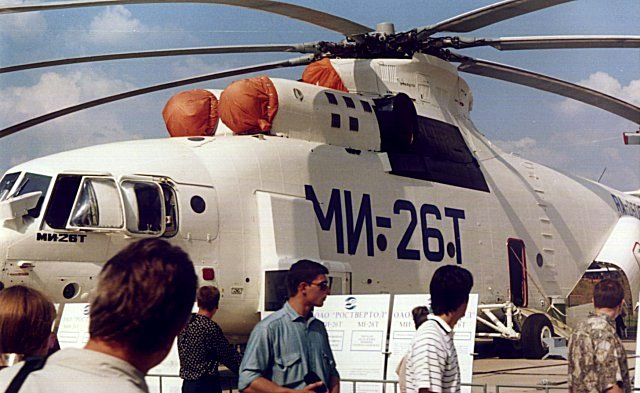
Vrtulník Mil Mi-26T
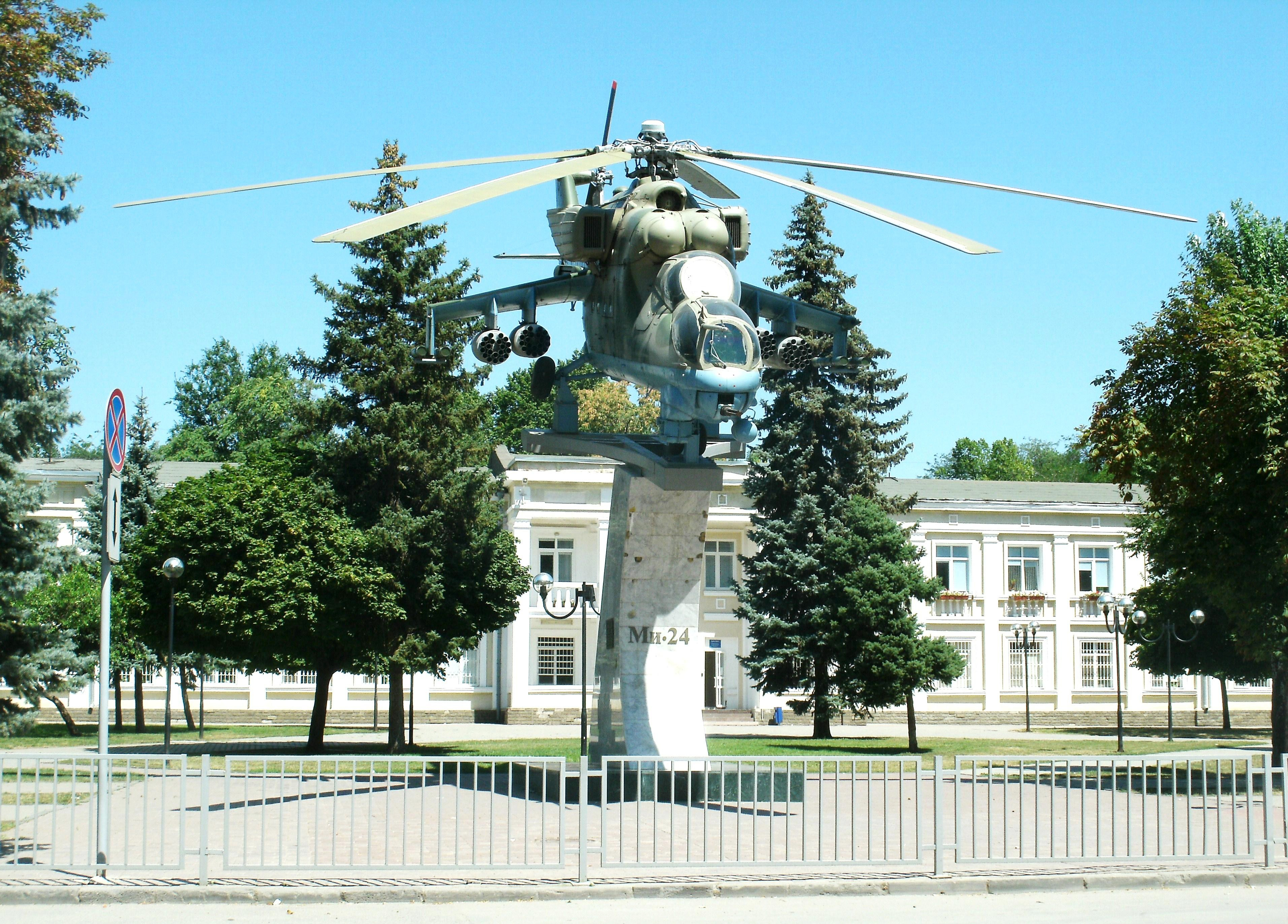
Památník Mil Mi-24 v Rostově
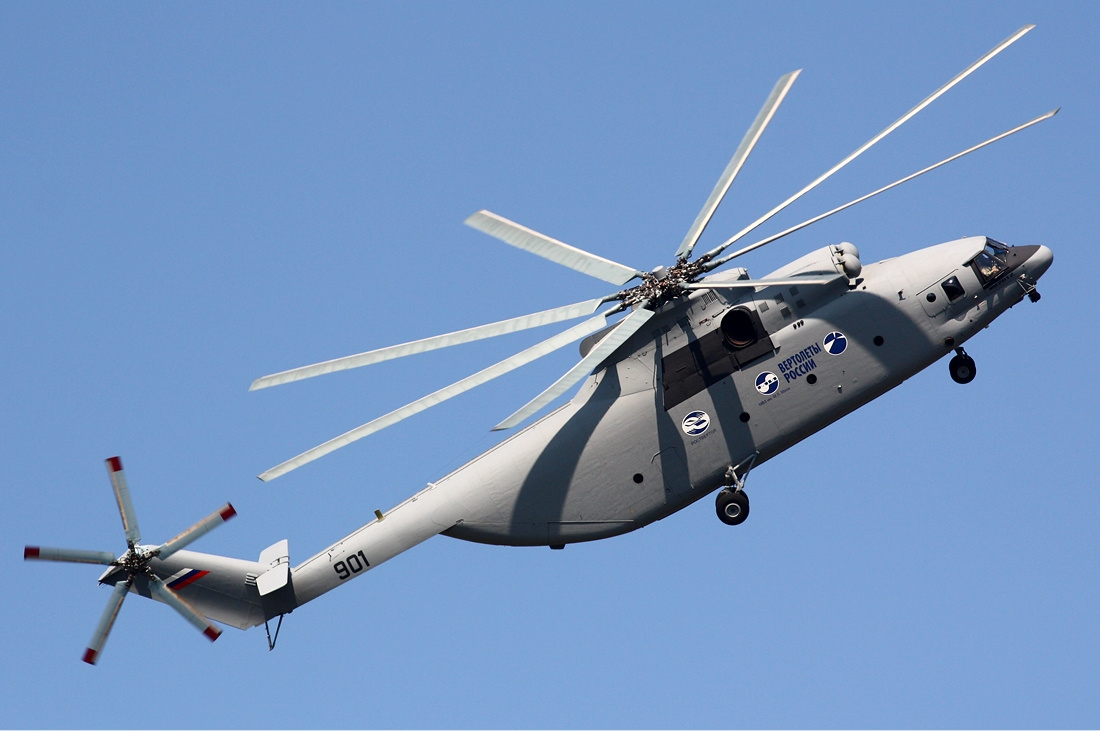
Mil Mi-26T2